# El Encanto (Chiapas)
El Encanto es una localidad del estado mexicano de Chiapas. Es parte del municipio de Las Margaritas.

## Demografía
| Gráfica de evolución demográfica |
|                                  |

| Censo | Población |
| ----- | --------- |
| 1970  | 15        |
| 1980  | 521       |
| 1990  | 679       |
| 2000  | 867       |
| 2010  | 974       |
| 2020  | 1 103     |